# 조선의 과학과 기술
조선시대의 과학과 기술은 조선 전기와 후기가 그 발전 양상에 차이가 있다. 조선시대의 전기와 후기는 임진왜란을 경계로 나누어지는데, 전기에는 주로 활자, 의학, 천문학, 무기 제조 기술 등 실생활에 밀접한 관련이 있는 과학 기술이 발전하였고, 후기에는 서양 문물의 전래로 인하여 그들의 문화를 연구하는 활동이 두드러졌다.전기

## 조선 전기

### 의학
의학도 많은 발전이 있었는데, 이 방면의 성과 중에서 특히 《향약집성방(鄕藥集成方)》, 《의방유취(醫方類聚)》, 《동의보감》 등은 조선시대 의학의 우수한 수준을 단적으로 드러낼 수 있는 명저들이었으며, 이와 동시에 유명한 의사·의학자도 많이 배출되었다.
의학은 역학(譯學)과 더불어 국가에서 장려한 잡학의 하나였으며, 실제로 총명한 학도 중에서 의학을 하는 이가 많았다. 왕실과 국민보건에 대한 관심이 그만큼 컸었다.
먼저 약재에 대한 이론서로는 1428년(세종 10년)에 《향약채취월령(鄕藥採取月令)》을 편찬하여 한국에서 생산되는 수백 종의 약재를 소개했으며, 1433년(세종 15년)에는 이를 더욱 발전시켜 노중례(盧仲禮) 등이 《향약집성방》(鄕藥集成方)》(85권)을 편찬하였다.
이 책은 7백여 종의 국산 약재를 소개하고, 1천 종에 가까운 병증에 대한 치료·예방법을 제시하고 있다.
한편, 1445년(세종 27년)에는 동양의학에 관한 서적과 이론을 집대성한 의학백과사전인 《의방유취(醫方類聚)》(365권)가 전순의(全循義) 등이 편찬하였다.
이 책에는 153종 내외의 의학책들이 부문별로 망라되어 있는데, 이렇게 방대한 의학백과사전이 편찬된 것은 세계에서 처음이다.
17세기 초 광해군에 편찬된 《동의보감》은 이러한 축적이 바탕이 되어 이루어진 것이다. 의학의 발달은 특히 박물학 및 도교와 깊이 관련되어 있어 조선 초기 이 방면의 이해 수준이 높았음을 아울러 보여준다.

## 조선 후기

### 의학
의학 분야에서는 광해군 때 허준과 정작 등이 《동의보감》(1613년)을 펴내 한국뿐 아니라 중국 및 일본의 의학발전에도 큰 영향을 주었다. 이 책은 수련 도교의 영향을 받아 예방의학에 중점을 두고 값싼 시골 약재를 사용한 치료방법을 개발한 것이 특색이다. 허준은 이 밖에도 《벽온신방(辟瘟新方)》(1612년)·《신찬벽온방》(1613년) 등을 저술하여 전염병 치료의 경험 등을 체계적으로 정리하기도 하였다.
허준과 같은 시기의 허임(許任)은 《침구경험방(針灸經驗方)》을 지어 침구술을 집대성하였으며, 그 뒤 박진희(朴震禧)·이헌길(李獻吉) 등은 마진(홍역)에 관한 연구를 발전시키고, 정약용은 여러 마진에 관한 서적을 정리하여 《마과회통(麻科會通)》(1798년)을 저술하였다. 특히 그는 박제가 등과 더불어 종두법을 처음으로 연구·실험하였다. 이러한 의학전통은 고종 연간에 와서 더욱 발전되어 황필수(黃泌秀)의 《방약합편(邦藥合編)》, 이제마(李濟馬)의 《동의수세보원(東醫壽世保元)》과 같은 명저를 낳게 하였다. 특히 후자는 인체를 태양·태음·소양·소음으로 나누어 치료하는 독특한 사상의학(四象醫學)으로 유명하다.